# یواس‌اس ولنتاین (ای‌اف-۴۷)
یواس‌اس ولنتاین (ای‌اف-۴۷) (به انگلیسی: USS Valentine (AF-47)) یک کشتی بود که طول آن 338' بود. این کشتی در سال ۱۹۴۵ ساخته شد.